# Liste des maires de Draguignan
Pour un article plus général, voir Draguignan.
La fonction de maire a été créée en 1790 par l'Assemblée constituante, tout comme la notion politique et administrative de « commune ». Comme la plupart des autres villes, bourgs et villages, la commune de Draguignan a été créée sur la base des limites de la paroisse dracénoise et des usages immémoriaux.
Cette fonction fait suite aux fonctions des consuls et échevins.
Cet article concerne les maires qui ont présidé le conseil municipal de la ville depuis un peu plus de deux siècles et par voie de conséquence les résultats des élections municipales.
Pour plus d'informations sur les autres élections (présidentielles, législatives, régionales, européennes, etc., etc., ainsi que les référendums), on peut se reporter à : 

## Maires sous la Révolution (1789-1799)
Cette période la Révolution française est marquée, dans le jeune département du Var créé en 1790, par des troubles politiques et sociaux importants.  La Constitution civile du clergé, la conversion des louis et écus en assignats qui se dévalorisent rapidement en raison de l'inflation, sont les facteurs de mécontentements en Provence.  
Même si le début de la Révolution française est tranquille à Draguignan, avec deux dracénois élus aux États généraux, l'année 1792 est en revanche moins calme, comme dans toute la France, avec le début des guerres révolutionnaires et la proclamation de la République.  Maximin Isnard est élu maire de la commune et député à la Convention ; Draguignan s'affirme en ville girondine.
La situation politique troublée entraîne l'élection de 7 maires de 1790 à 1800.

## Maires nommés et situation politique de 1800 à 1882
Vingt-six maires (dont Reboul-Taradeau à deux reprises), tous nommés par le pouvoir central, vont se succéder durant cette période :
* Charles Ricaud de 1800 à 1803
* Joseph Tournel de 1803 à 1807
Création de la place du marché, telle qu'on la connaît actuellement (après destruction d'un îlot central de maisons) .
* Jean-Louis Jaubert de 1807 à 1808
* Désiré Reboul-Taradeau de 1808 à 1813
* Étienne de Berlier-Tourtour (Ultra-royaliste), de 1813 à 1814
* Claude-Auguste Jauffret (Ultra-royaliste), de 1814 à 1815
* Jean-Baptiste Hugou-Lange (Ultra-royaliste), de 1815 à 1820
* Marien Fauchier (Ultra-royaliste), de 1820 à 1821
* Désiré Reboul-Taradeau (Ultra-royaliste), de 1821 à 1830
En 1827 a lieu une « crue centennale », donc d'ampleur comparable à celle du 15 juin 2010, qui dévaste la ville et ses environs.  Draguignan, protégée par ses remparts et beaucoup moins étendue qu'aujourd'hui, n'eut à déplorer que la mort de deux personnes (4 morts à Trans) .
* Victor Carle (orléaniste), de 1830 à 1832
* Jean-Pierre Poulle (orléaniste), de 1832 à 1834
* Honoré Ardoin (orléaniste), de 1834 à 1846
C'est sous son mandat que fut construite la première caserne de Draguignan, près du théâtre municipal (à la fin du siècle, elle sera nommée caserne Abel Douay) .
Un nouveau Palais de Justice est construit, inauguré en 1829.
En 1836, la ville se dote d'un grand théâtre, qui fonctionnera jusqu'en 1963, date de la construction d'un nouveau théâtre plus grand.
* Joseph Roque (orléaniste), de 1846 à 1846
Son départ, quelques mois à peine après son entrée en fonction, est dû au nivellement de la « rampe Bonfils » permettant la création de l'avenue Carnot.  Les commerçants dracénois ne voulaient pas de la création de cette avenue, qui risquait de voir se déplacer le « centre de gravité » de la ville vers le sud. Afin de conserver de bonnes relations personnelles avec des amis commerçants, Joseph Roque choisit de démissionner.
* Charles Segond (orléaniste), de 1846 à 1848
* Aubin/Jouffret/Pellicot (période intérimaire, dirigée par la gauche républicaine), courant 1848
* Joseph Bernard (sans étiquette), de 1848 à 1849
* Honoré-Blaise Théüs (Bonapartiste), de 1849 à 1853
* Alexandre Bouyer (Bonapartiste), de 1853 à 1864
C'est sous son mandat que fut créée en 1855 la société d'études scientifiques et archéologiques de Draguignan et du Var, doyenne des sociétés intellectuelles du département.
Arrivée du chemin de fer, de l'éclairage au gaz, du télégraphe et scolarisation de plus en plus importante. 
* Jean-Joseph Coulomb (Bonapartiste), de 1864 à 1865
* Jules Messonnier (Bonapartiste), de 1865 à 1870
Inauguration de l'église Saint-Michel entièrement reconstruite (1869).
* Félix Anglès (Républicain), de 1870 à 1874
Création d'un square en face de la préfecture ; ce square sera ultérieurement dénommé « Jardin Anglès ».
* Claude Lombart(sans étiquette)de 1874 à 1874
* Emmanuel Poulle (sans étiquette), de 1875 à 1876
* Antoine Boucharla (sans étiquette), de 1876 à 1876
* Achille Chaffary (Radical-socialiste), de 1876 à 1877
* Félicien Clavier (Radical-socialiste), de 1877 à 1878
* Honoré Samglar, de 1878 à 1878
* Oscar Michel, de 1878 à 1881

## Maires élus et situation politique de 1882 à 1945
L'élection des maires à partir du début de 1882 change la donne politique : les dracénois ont désormais la parole.  La ville vote globalement à gauche sous la troisième République, d'abord pour le parti radical de 1882 à 1912, puis pour la SFIO à partir de 1912. Le mandat des maires est de 4 ans de 1882 à 1930, puis de 6 ans après 1930.
Cinq maires marquent cette période.

### Félicien Clavier (radical-socialiste): maire de 1881 à 1912
« Recordman » des mandatures, il a été maire durant 31 ans.  Une rue de la ville porte son nom.  On accède au collège Ferrié, construit en fin de son dernier mandat, par cette rue. En 1890, un nouveau bâtiment accueille la bibliothèque municipale riche d'anciens manuscrits prestigieux, qui se trouve toujours au même endroit aujourd'hui. Installation de l'éclairage électrique.

#### Élections municipales de 1884
- Résultats du premier tour (4 octobre 1884)

- Résultats du second tour (11 octobre 1884)

#### Élections municipales de 1888
- Résultats du premier tour (6 mai 1888)
  - liste Clavier (républicains modérés) : 1 137 voix
  - liste Verny (SFIO) : 584 voix

Il n'y a pas de liste conservatrice/monarchiste.
- Résultats du second tour (13 mai 1888) : pas de second tour.

#### Élections municipales de 1892
- Résultats du premier tour (1er mai 1892) : une seule liste de 23 noms, élue au premier tour[5].

- Résultats du second tour : pas de second tour.

#### Élections municipales de 1896
- Résultats du premier tour (3 mai 1896)

- Résultats du second tour (10 mai 1896)

#### Élections municipales de 1900
- Résultats du premier tour (6 mai 1900)

- Résultats du second tour (13 mai 1900)

#### Élections municipales de 1904
- Résultats du premier tour (1er mai 1904) :

- Résultats du second tour (8 mai 1904)

À la suite de ces élections, Achille Ditgès est 2d adjoint (il sera maire en 1919).

#### Élections municipales de 1908
- Résultats du premier tour

- Résultats du second tour

#### Faits marquants et réalisations entre 1881 et 1912
- Installation en 1887 d'un kiosque à musique en haut des Allées d'Azémar [6].

- Inauguration en 1909, par le président de la République Armand Fallières et du président du conseil Georges Clemenceau, du « Collège de garçons de Draguignan ». Il a reçu son nom « Collège Général Ferrié » en 1932. Ce collège a fêté son centenaire en 2009.

- Construction du quartier Chabran entre 1908 et 1916, à usage militaire[7].

### Gustave Fourment (SFIO): maire de 1912 à 1919

#### Élections municipales de 1912
- Résultats du premier tour

- Résultats du second tour

#### Faits marquants et réalisations entre 1912 et 1919
- Période de marasme due à la guerre.

- L'usine d'épuration des eaux, mise en chantier en 1913 au quartier du Salamandrier, devient opérationnelle au printemps 1916. Prévue pour une population de 9 000 habitants, elle fonctionnera jusqu'en 1962[8].

### Achille Ditgès (radical-socialiste): maire de 1919 à 1925
Achille Ditgès était maître d'hôtel, né à Draguignan le 27.10.1858 et mort à Châteauneuf-de-Grasse le 20.02.1951 .

#### Élections municipales de 1919
- Résultats du premier tour (30 novembre 1919)

- Résultats du second tour (7 décembre 1919) [10]
  - Suffrages exprimés : 1 445
  - Bloc républicain modéré de A. Ditgès : 753 voix
  - Bloc de gauche SFIO de Aiguier et Albert : 715 voix

#### Faits marquants et réalisations entre 1919 et 1925
- Le préfet autorise l'ouverture d'un « dépotoir municipal » au quartier du Salamandrier[11].

Mise en place de l'eau courante à domicile ; creusement des égouts en centre-ville ; installation des lignes téléphoniques

### Joseph Collomp (SFIO): maire de 1925 à 1940
Il est l'un des 80 députés qui votent contre l'attribution des pleins pouvoirs au maréchal Pétain en juin 1940.

#### Élections municipales de 1925
- Résultats du premier tour (3 mai 1925)

- Résultats du second tour (10 mai 1925)

#### Élections municipales de 1929
- Résultats du premier tour (5 mai 1929)

- Résultats du second tour (12 mai 1929)

#### Élections municipales de 1935
- Résultats du premier tour (5 mai 1935)

- Résultats du second tour (12 mai 1935)

#### Faits marquants et réalisations entre 1925 et 1940
- Achat en 1928 par la mairie d'un projecteur de cinéma, et premières représentations cinématographiques (muet) au théâtre (ancien théâtre) de la ville. Les séances avec des films « parlant » ont lieu à partir de 1931[12].
- Construction des premières HLM (« Habitations Bon Marché ») dans la rue de Trans (1930) [13].
- Acquisition d'un camion pour le balayage des rues et de l'enlèvement des ordures ménagères du centre-ville (1929) ; acquisition d'une benne à ordures et d'une voiture à cet effet (1935) [14].
- La mairie doit faire face à la faillite de la banque Isnard ; cette faillite, en 1931, lèse un millier de créanciers[13].
- Installation de l'éclairage public, tout d'abord sur le boulevard Clemenceau au niveau du Crédit Lyonnais et aux allées d'Azémar (1933), puis sur tout le boulevard Clemenceau et sur les rues adjacentes (1934) [15].
- Construction en 1936 de la première piscine municipale d'été, située route de la garrigue (aujourd'hui avenue Alphonse Daudet) ; longueur du bassin : 33,33 m, volontairement conçu aux dimensions olympiques[16],[17].
- Installation de la première cabine téléphonique automatique, près de la poste centrale, en 1937[18].

### Fernand Escullier (pétainiste): maire de 1941 à 1944
- Le 11 décembre 1940, le conseil municipal de Draguignan est suspendu par un décret du maréchal Pétain, qui nomme en substitution une « délégation spéciale » composée de 4 membres et d'un président, Fernand Escullier[19], professeur retraité de l'école normale d'instituteurs [20]. Escullier est officiellement nommé maire le 10 février 1941, et rebaptise certains lieux publics : ainsi le collège Ferrié devient le collège Général-Ferrié, et l'avenue Jaurès devient avenue du maréchal Pétain.

- Le Sporting Club de Draguignan est créé le 13 juin 1941, avec la fusion de l'Olympique dracénois et du Sporting club[21].

- La ville est occupée par l'armée italienne à compter du 14 novembre 1942, à la suite du débarquement d'Afrique et à l'invasion de la zone sud par la Wehrmacht, avec instauration d'un couvre-feu. Concomitamment, la caserne Abel Douay cesse une grande partie de son activité (elle sera désaffectée en août 1944 avant d'être rasée au début des années cinquante)[22]. .

- En septembre 1943, la ville est occupée par l'armée allemande, qui installe son PC de commandement régional de la 19e armée à l'Hôtel Bertin.

- La ville est libérée le 16 août 1944 (dans le quartier St Léger, il y a la rue du 16 août) par l'action conjointe des parachutistes du 551e bataillon d'infanterie américain et des FFI. Fernand Escullier, qui avait eu un comportement correct durant l'Occupation, n'est pas inquiété[23].

### Joseph Collomp (SFIO): maire intérimaire 1944-1945
Joseph Collomp, assigné à résidence durant l'Occupation, devient chef de la commission spéciale instituée par la Résistance pour gérer la ville, ce du 18 août 1944 au 18 mai 1945.

## Maires élus et situation politique depuis 1945
Six maires seulement se sont succédé depuis 1945, dont deux depuis 1986.

### Bertin Bousquié (SFIO): maire de 1945 à 1953
Bertin Bousquié est né en 1879 et mort en 1959 ; il était directeur honoraire des PTT au moment de son élection.

#### Élections municipales de 1945
- Résultats du premier tour (29 avril 1945)

- Résultats du second tour (13 mai 1945)

#### Faits marquants et réalisations entre 1945 et 1947
Reconstruction à l'issue de la guerre.

#### Élections municipales de 1947
- Résultats du premier tour (19 octobre 1947)

- Résultats du second tour (26 octobre 1947)

#### La crise de 1948[24]
Le 12 avril 1948, le conseil municipal est dissous par le gouvernement.  Une commission intérimaire est mise en place, présidée par Albert Chauvin.
Le 30 mai 1948, Bousquié est de nouveau élu maire de Draguignan. 

#### Faits marquants et réalisations entre 1947 et 1953
- Suppression en 1948 des quatre bureaux d'octroi de la ville[25].
- Encore en 1948, dernière exécution à Draguignan, par guillotine, de trois condamnés à mort de droit commun dans la prison[26].
- Le « train des pignes » (ligne Draguignan-Meyrargues) est supprimé à compter du 1er janvier 1950[27].
- Le 11 mars 1950, le préfet du Var propose sans succès de transférer la préfecture à Toulon (ce transfert aura lieu en 1974) ; le général de Gaulle prononce un discours le 25 mars devant 1 500 personnes[28].
- Développement économique.

### Antoine Favro (SFIO): maire de 1953 à 1959

#### Élections municipales de 1953
Antoine Favro, distillateur fabriquant notamment du pastis, représente la SFIO.
- Résultats du premier tour (26 avril 1953) - les élections ont eu lieu au scrutin de liste
  - liste Marcel Meissel (PCF) :
  - liste Victor Peytral (sans étiquette) :
  - liste Bertin Bousquié (SFIO) :
  - liste Pierre Verrier (sans étiquette) :

- Résultats du second tour (3 mai 1953)

#### Faits marquants et réalisations entre 1953 et 1959
- 1954 : inauguration de la première « Foire de l'olive » dracénoise[28].
- Février 1956 : 80 cm de neige entraînent une catastrophe agricole : la quasi-totalité des oliviers dracénois périssent, ce qui a pour conséquence l'abandon de plusieurs oliveraies[30].
- Accueil des rapatriés d'Algérie ; construction de la piscine municipale A. Jany.
- Création du Centre archéologique du Var par l'abbé Boyer ; ce Centre est installé rue Frédéric Mireur.

### Édouard Soldani (SFIO/PS): maire de 1959 à 1984

#### Élections municipales de 1959
Il s'agissait d'une élection à scrutin de liste, avec possibilité de rayer certains noms, ce qui explique qu'il n'y a pas de nombre de voix global pour la liste, mais de nombre de voix par noms présentés sur chaque liste.
- Résultats du premier tour (8 mars 1959)

- Résultats du second tour (15 mars 1959)
  - liste Datcharry (PCF) : de --- à 1 046 voix
  - liste Soldani / Clair (SFIO) : de 2 532 à 3 164 voix (E. Soldani ayant obtenu sur son nom 2 932 voix)
  - liste Girard (droite) : de --- à 2 663 voix

#### Faits marquants et réalisations entre 1959 et 1965
- Installation des premiers feux tricolores aux principaux carrefours de la ville (délibération du conseil municipal du 28 mars 1960).
- Le général de Gaulle prononce un discours à Draguignan en 1961[31].
- Destruction de vieilles maisons en centre-ville et remodelage du quartier Gansard, au nord de l'église St Michel (années 1962-1963) [32].
- Après l'apparition de larges fissures sur ses murs, l'église paroissiale St Michel s'est dégradée : des travaux de restauration et de consolidation sont entrepris entre 1962 et 1966 (la voûte de la nef est rabaissée, une nouvelle charpente est posée, le carrelage du sol est remplacé par une chape de ciment[33].
- Développement urbain de la ville ; création des quartiers Jean Aicard, des Collettes, des Négadis.
- Après la construction en 1936 de la piscine d'été, est construite à ses côtés la piscine d'hiver, inaugurée en avril 1965[34].

#### Élections municipales de 1965
Il s'agissait d'une élection à scrutin de liste, avec possibilité de rayer certains noms, ce qui explique qu'il n'y a pas de nombre de voix global pour la liste, mais de nombre de voix par noms présentés sur chaque liste.
- Résultats du premier tour (14 mars 1965) :
  - inscrits : 9 684
  - votants : 7 891 (faible taux d'abstention : 18,5 %)
  - suffrages exprimés : 7 583
  - majorité absolue : 3 792
  - liste René Poughon et Jean Datcharry (PCF) : de --- voix à 852 voix
  - liste Édouard Soldani et Charles Angéli (SFIO) : de 3 921 voix à 4 354 voix (E. Soldani a obtenu le plus grand nombre de voix, à savoir 4 354)
  - liste Édouard Clair et Angelin German (UDR) : de --- voix à 2 769 voix

- Résultats du second tour (21 mars 1965) : pas de second tour

#### Élections municipales de 1971
Il s'agissait d'une élection à scrutin de liste, avec possibilité de rayer certains noms, ce qui explique qu'il n'y a pas de nombre de voix global pour la liste, mais de nombre de voix par noms présentés sur chaque liste.
- Résultats du premier tour (14 mars 1971) :
  - inscrits : 11 662
  - suffrages exprimés : 7 707
  - liste menée par Daniel Collange (PCF) : de 1 711 à 1 982 voix
  - liste présentée par Édouard Soldani et André Gayrard (PS) : de 5 855 voix à 6 204 voix (E. Soldani a obtenu 6 181 voix ; la moyenne de liste est de 6 101 voix, soit 79,16 % des suffrages exprimés)
  - liste conduite par M. Charrot (UDR) : de 2 806 à 2 967 voix

Il convient de noter que Max Piselli, alors âgé de 32 ans, est élu conseiller municipal à la suite de cette élection.
- Résultats du second tour (21 mars 1971) : pas de second tour

#### Faits marquants et réalisations entre 1971 et 1977
- Fermeture du théâtre municipal avant sa reconstruction (1971-1974) : seule la façade principale est sauvergardée et témoigne de l'ancienne allure du bâtiment dont les plans et les décors avaient été créés par Esprit Lantoin. Le nouveau théâtre sera inauguré en 1974 par Alain Poher, président du Sénat[35].
- Création de la zone d'activité Saint Hermentaire.
- Construction du bâtiment des archives départementales (1972), haut de 45 mètres[36].
- Draguignan devient sous-préfecture par arrêté du Premier ministre Jacques Chirac (1974). Cette décision provoque de graves affrontements en ville au cours de l’automne 1974.
- Inauguration de la Maison des jeunes et des sports (MJS) sur l'ancienne Place de la Victoire, située à proximité de la gare, en 1975.
- Implantation de l'École d'artillerie (1976).
- Pluies diluviennes en octobre 1976[37].

#### Élections municipales de 1977
Il s'agissait d'une élection à scrutin de liste, avec possibilité de rayer certains noms, ce qui explique qu'il n'y a pas de nombre de voix global pour la liste, mais de nombre de voix par noms présentés sur chaque liste.
- Résultats du premier tour (13 mars 1977)
  - inscrits : 14 230
  - votants : 11 489
  - suffrages exprimés : 11 036
  - liste menée par Élie Lacapère (PCF) : de --- à 1 943 voix (environ 17 % des voix)
  - liste proposée par Edouard Soldani (PS) : de 6 108 voix (Marcel Meiffret) à 6 415 voix (Dr Delpui), étant précisé qu'E. Soldani obtient 6 226 voix (environ 56 % des voix)
  - liste présentée par Joseph Arnéodo (UDR) : de --- à 2 867 voix (environ 27 % des voix)

- Résultats du second tour (20 mars 1977) : pas de second tour

On peut observer qu'à la suite de cette élection, Max Piselli devient cinquième adjoint au maire, chargé du commerce, de l'artisanat et du tourisme.

#### Faits marquants et réalisations entre 1977 et 1983
- 1981: fermeture de la ligne ferroviaire Les ARCS/Draguignan
- Inauguration en 1980 du Centre hospitalier de la dracénie, situé route de Montferrat.
- Inauguration le 21 novembre 1981 de l'établissement régional du matériel, annexe de l'ERM de Toulon, installé dans la zone industrielle Saint Hermentaire[39].

#### Élections municipales de 1983
- Modification de la sociologie dracénoise et nouvelle donne politique
  - L'Ecole de l'artillerie ouvre ses portes en 1976 ; elle fait venir à Draguignan de nombreux militaires qui votent traditionnellement à droite ;
  - Les nombreux rapatriés ou retraités qui se sont installés à Draguignan dans les années 1970 votent aussi à droite dans leur majorité ;
  - Deux ans après l'élection de François Mitterrand à la présidence de la République, le parti socialiste est critiqué et contesté : à gauche par le parti communiste, qui lui reproche d'être « trop bourgeois », par la droite qui profite de la crise économique et de l'échec du plan de relance de 1981 ainsi que du plan de rigueur[40] de juin 1982 ;
  - Les cantonales de mars 1982 sont « mauvaises » pour la gauche[41].

- Résultats du premier tour (6 mars 1983)
  - inscrits : 17 250
  - suffrages exprimés : 14 267
  - liste présentée par Jean-Pierre Nardini (PCF) : 1 185 voix (8,30 %)
  - liste proposée par Edouard Soldani (PS) : 6 389 voix (44,78 %)
  - liste menée par Jean-Paul Claustres (UDF-RPR) : 6 693 voix (46,91 %)

- Résultats du second tour (13 mars 1983)
  - inscrits : 17 257
  - suffrages exprimés : 14 963
  - liste Soldani-Nardini : 7 549 voix (50,45 %)
  - liste Claustres : 7 414 voix (49,54 %)

(Soupçons de fraude électorale).

### Jean-Paul Claustres (RPR): maire de 1984 à 1986
Les élections ont lieu dans une ambiance tendue et « électrique », après l'annulation le 13 janvier 1984 par le Conseil d'État du scrutin de 1983 pour cause de fraude électorale.

#### Élections municipales de 1984
- Résultats du premier tour (19 février 1984)
  - inscrits : 17 722
  - suffrages exprimés : 14 630
  - liste d'union de la gauche menée par Édouard Soldani (PS-PCF) : 7 070 voix (48,32 %)
  - liste d'union de la droite proposée par Jean-Paul Claustres (UDF-RPR) : 6 678 voix (45,64 %)
  - liste d'extrême-droite présentée par Guy Duval (FN) : 730 voix (4,98 %)
  - liste d'extrême-droite présentée par Francis Bonnet (PFN) : 152 voix(1,03 %)

- Entre les deux tours, le 21 février, une tentative d'attentat est perpétrée contre Édouard Soldani [42].

- Résultats du second tour (26 février 1984) :
  - inscrits : 17 714
  - suffrages exprimés : 15 332
  - liste Claustres : 7 824 voix (51,03 %)
  - liste Soldani : 7 508 voix (48,97 %).

Le « basculement à droite » de Draguignan se joue donc sur 316 voix d'écart, soit 1,78 % des inscrits.

#### Faits marquants et réalisations entre 1984 et 1986
- L'inauguration du musée des arts et traditions populaires[43].

- À la suite de dissensions entre les membres du conseil municipal, ce dernier est dissous par le conseil des ministres. De nouvelles élections sont organisées en novembre 1986, un peu plus de deux ans et demi après la victoire historique de Jean-Paul Claustres.

### Max Piselli (UDF): maire de 1986 à 1995

#### Élections municipales de 1986
Les élections sont tendues : « l'après Soldani » et « l'après Claustres » aiguisent les appétits...
- Résultats du premier tour (23 novembre 1986)
  - inscrits : 18 969
  - suffrages exprimés : 12 574
  - liste menée par Jean-Pierre Nardini (PCF) : 1 058 voix (8,41 %)
  - liste conduite par Léopold Basilio (PS dissident, soutenu par É. Soldani) : 1 704 voix (13,55 %)
  - liste proposée par Gérard Sabater (PS officiel) : 3 013 voix (23,96 %)
  - liste présentée par Jacques Lenoir (sans étiquette) : 592 voix (4,71 %)
  - liste de rassemblement d'Angelin German (divers droite) : 2 100 voix (16,70 %)
  - liste établie par Max Piselli (UDF-RPR) : 3 024 voix (24,05 %)
  - liste menée par Robert Lalanne (FN) : 1 083 voix (8,61 %)

- Résultats du second tour (30 novembre 1986)
  - inscrits : 18 969
  - votants : 13 467
  - suffrages exprimés : 12 695
  - liste Basilio : 1 419 voix (11,18 %)
  - liste Sabater : 5 205 voix (41,00 %)
  - liste Piselli : 6 071 voix (47,82 %)

On note que les deux listes de gauche totalisent 6 624 voix contre 6 071 voix pour M. Piselli.  Si elles avaient réussi à trouver un compromis, elles auraient remporté la mairie.
C'est à la suite de cette élection qu'Olivier Audibert est devenu pour la première fois conseiller municipal, à l'âge de 26 ans.

#### Faits marquants et réalisations entre 1986 et 1989
- L'action principale de l'équipe Piselli a consisté à augmenter les impôts pour désendetter la ville, à solliciter des rééchelonnements de dette auprès des établissements financiers créditeurs et à emprunter auprès de la Caisse des dépôts et consignations.
- Inauguration de l'église de la Sainte Famille, d'architecture contemporaine, au quartier des Collettes (1989) [45].

#### Élections municipales de 1989
- Résultats du premier tour (12 mars 1989)
  - inscrits : 18 812
  - suffrages exprimés : 12 723
  - liste proposée par Jean-Pierre Fabre et Léopold Basilio (PS dissident) : 1 939 voix (15,24 %)
  - liste d'union PS-PCF menée par Christian Martin : 2 652 voix (20,84 %)
  - liste d'union RPR-UDF conduite par Max Piselli : 6 606 voix (51,92 %)
  - liste présentée par Robert Lalanne (FN) : 1 526 voix (11,99 %)

On note que sur une population électorale qui ne varie quasiment pas entre 1986 et 1989, le FN passe de 1 083 voix à 1 526 voix, soit une progression de 40 % en trois ans.
- Résultats du second tour (19 mars 1989) : pas de second tour

#### Faits marquants et réalisations entre 1989 et 1995
- Le centre hospitalier de la dracénie est équipé d'un scanner (1991) [46].

### Christian Martin (PS): maire de 1995 à 2001

#### Élections municipales de 1995
- Résultats du premier tour (11 juin 1995)
  - inscrits : 20 947
  - suffrages exprimés : 13 909
  - liste conduite par Marie Cauty (PCF) : 495 voix (3,55 %)
  - liste menée par Christian Martin (PS) : 4 864 voix (34,97 %)
  - liste proposée par Jean-Bernard Miglioli (sans étiquette) : 927 voix (6,66 %)
  - liste établie par Jean-Marie Monzat (divers droite) : 1 112 voix (7,99 %)
  - liste conduite par Max Piselli (UDF-RPR) : 4 842 voix (34,81 %)
  - liste présentée par Robert Lalanne (FN): 1 669 voix (11,99 %)[47]

- Résultats du second tour (18 juin 1995)
  - inscrits : 21 004
  - suffrages exprimés : 15 222
  - liste Martin (PS) : 7 608 voix (49,98 %)
  - liste Piselli (UDF-RPR) : 6 154 voix (40,43 %)
  - liste Lalanne (FN): 1 460 voix (9,59 %)

Si le Front national n'avait pas constitué de liste, la gauche et la droite auraient été au coude-à-coude.

#### Faits marquants et réalisations entre 1995 et 2001
Les principales réalisations de Christian Martin et de son équipe sont :
- la réalisation de la mairie annexe sur l'ancien site de l'hôtel des impôts ; cette mairie annexe est appelée Centre Joseph Collomp ;
- la rénovation du centre ancien : rénovation de la place du marché (talus dallé et création des halles), de la place aux herbes et de la rue de l'Observance ;
- la création d'un nouveau cimetière, dénommé « cimetière paysager » ;
- la ville est traversée par le Tour de France en 2000 ;
- l'édification d'un Office du tourisme devant les jardins de la MJS ;
- la création de la Mission locale d'insertion des jeunes ;
- l'édification de plusieurs immeubles au Quartier de l'Esplanade, près de la gare routière, et l'aménagement de cette zone d'habitation ;
- le lancement de la Communauté d'agglomération dracénoise fin 2000.

### Max Piselli (UMP): maire de 2001 à 2014

#### Élections municipales de 2001
- Résultats du premier tour (11 mars 2001)
  - liste proposée par Christian Martin (PS) :
  - liste menée par Max Piselli (divers droite) :
  - liste conduite par Olivier Audibert-Troin (RPR-UDF) :
  - liste présentée par Robert Lalanne (FN) :

- Résultats du second tour (18 mars 2001)

Les listes Piselli et Audibert-Troin fusionnent, et l'emportent au second tour [réf. nécessaire].

#### Élections municipales de 2008
- Les listes en présence :
  - Le 31 janvier 2008, Max Piselli présente sa liste[48].
  - Le 13 février, c'est au tour de Jean-Pierre Portheret (qui avait évincé son concurrent Richard Belkadi[49]), au nom du Modem, de présenter sa liste[50].
  - Le 16 février, Christian Martin présente sa liste aux électeurs[51].
  - Gérald Pultrini présente ensuite sa liste, qu'il qualifie de « large rassemblement ».
  - Christophe Terras présente enfin une liste alternative de gauche, qui fera campagne principalement sur les thèmes de l'écologie, de la solidarité, de la démocratie et de la laïcité.

- Résultats du premier tour (9 mars 2008)

Le premier tour est considéré comme « imprévisible » : qui, de la gauche ou de la droite, aura l'avantage en voix ?  quel sera le score de Gérald Pultrini ? le Modem sera-t-il un gêneur politique avec lequel il faudra composer ?
Le jour du scrutin, le taux de participation est moyen : 64,5 % (abstention de 35,5 %).
Si les résultats sont décevants pour le Modem qui, avec 532 voix (3,35 % des suffrages exprimés), ne peut pas se maintenir au second tour ni fusionner avec une autre liste, et honorables pour la liste Terras (825 voix soit 5,19 % des suffrages exprimés), ils sont corrects pour la liste Pultrini qui fait une percée inattendue, avec 3 256 voix (20,49 % des suffrages exprimés) .
La liste Piselli-Audibert, pour sa part, obtient 5 943 voix (37,40 % des suffrages exprimés), devançant la liste Martin-Pozzana qui obtient 5 335 voix (33,57 % des suffrages exprimés).
MM. Piselli et Pultrini n'étant pas parvenus à un accord de fusion dans l'entre-deux-tours, ils décident de présenter chacun leur liste.
- Résultats du second tour (16 mars 2008) [54] :
  - inscrits :
  - suffrages exprimés :
  - liste Piselli : --- voix (44,13 %) ; elle obtient 29 sièges au conseil municipal
  - liste Martin : --- voix (42,22 %) ; elle obtient 8 sièges au conseil municipal
  - liste Pultrini : --- voix (13,65 %) ; elle obtient 2 sièges au conseil municipal

#### Faits marquants et réalisations entre 2008 et 2014
- Rénovation du centre-ville par la société d'économie mixte de la communauté d'agglomération
- Rénovation du quartier Chabran par la communauté d'agglomération
- Arrivée de l'École de l'infanterie

### Richard Strambio (DVD): maire de 2014 à aujourd'hui

#### Élections municipales de 2014
| Tête de liste  | Tête de liste          | Liste          | Premier tour | Premier tour | Second tour | Second tour | Sièges | Sièges |
| Tête de liste  | Tête de liste          | Liste          | Voix         | %            | Voix        | %           | CM     | CC     |
| -------------- | ---------------------- | -------------- | ------------ | ------------ | ----------- | ----------- | ------ | ------ |
|                | Olivier Audibert-troin | UMP-UDI        | 5 685        | 33,88        | 6 356       | 36,30       | 7      | 4      |
|                | Richard Strambio       | DVD            | 4 987        | 29,72        | 8 395       | 47,95       | 29     | 16     |
|                | Valéria Vecchio        | FN             | 3 809        | 22,70        | 2 755       | 15,73       | 3      | 1      |
|                | Patrick Seror          | PS-PCF-EELV    | 1 442        | 8,59         |             |             |        |        |
|                | Patrice Decorte        | FG             | 614          | 3,65         |             |             |        |        |
|                | Abdelkader Bouzaboune  | DVG            | 239          | 1,42         |             |             |        |        |
|                |                        |                |              |              |             |             |        |        |
| Inscrits       | Inscrits               | Inscrits       | 25 362       | 100,00       | 25 362      | 100,00      |        |        |
| Abstentions    | Abstentions            | Abstentions    | 8 257        | 32,56        | 7 394       | 29,15       |        |        |
| Votants        | Votants                | Votants        | 17 105       | 67,44        | 17 968      | 70,85       |        |        |
| Blancs et nuls | Blancs et nuls         | Blancs et nuls | 329          | 1,92         | 462         | 2,57        |        |        |
| Exprimés       | Exprimés               | Exprimés       | 16 776       | 98,08        | 17 506      | 97,43       |        |        |

## Premiers adjoints des maires de 1945 à aujourd'hui
- Bertin Bousquié (1945-1953) :
  - Édouard Clair (1947-1953)

- Antoine Favro (1953-1959) :
  - Édouard Clair (1953-1959)

- Édouard Soldani (1959-1984) :
  - Édouard Clair (1959-1965)
  - André Gayrard (1971-1983)
  - François Rhodez (1983-1984)

- Jean-Paul Claustres (1984-1986) :
  - Jean-Louis Hermet (1984-1986)

- Max Piselli (1986-1995) :
  - Pierre Multon (1986-1989)
  - Gilbert Alenda (1989-1995)

- Christian Martin (1995-2001) :
  - Guy Angeli (1995-2001)

- Max Piselli (2001-2014) :
  - Olivier Audibert-Troin (2001-2014)

- Richard Strambio (2014-....) :
  - Christine Prémoselli (2014-....)

## Compléments

### Sources
- « Mémoire en images : Draguignan », tome 2, Charles Clairici et Carine Leiser, éditions Alan Sutton, 2010,  (ISBN 978-2-8138-0266-8).
- « C'était notre Draguignan (1925-1955) », Georges Gayol, 2000,  (ISSN 0153-937X).